# Jorg Hoffmann
Jorg Hoffmann (Alemania, 29 de enero de 1970) es un nadador  retirado especializado en pruebas de estilo libre, donde consiguió ser medallista de bronce olímpico en 1992 en los 1500 metros.

## Carrera deportiva
En el Campeonato Mundial de Natación de 1991 celebrado en Perth, Australia, ganó dos medallas de oro: en 400 y 1500 metros estilo libre; al año siguiente, en los Juegos Olímpicos de Barcelona 1992 ganó la medalla de bronce en los 1500 metros, con un tiempo de 15:02.29 segundos, tras los nadadores australianos Kieren Perkins y Glen Housman; y el mundial de piscina larga de Perth de 1991 ganó el oro en las pruebas de 400 metros y 1500 metros estilo libre.